# Šot al-Džaríd
Šot al-Džaríd (arabsky شط الجريد‎, Chott el Djerid) je slané bezodtoké jezero (šot) na jihu Tuniska. Je to největší solná pláň nejen v Tunisku ale i na celé Sahaře o rozloze 7000 km² (podle jiných zdrojů 5000 km²).

## Vodní režim
Vzhledem k extrémnímu klimatu se voda z jezera rychle vypařuje. V oblasti dosahují teploty 50 °C a za rok spadne jen 100 mm srážek. V létě jezero zcela vysychá a je na něm často možné pozorovat fata morgánu.

## Okolí
Jižně od jezera leží města Kébili a Douz a za nimi začíná poušť Velký východní erg. Jezero je možné přejít pěšky a nebo přejet autem, ale přejezd autem není úplně bezpečný, protože solná krusta nemusí být všude dostatečně pevná.

## Kultura
Na jezeře se natáčela série filmů Hvězdné války.